# II-86
De II-86 is een nationale weg van de tweede klasse in Bulgarije. De weg loopt van Plovdiv via Asenovgrad naar Roedozem. De II-86 is 133 kilometer lang.